# Kurt Wiesinger

Kurt Wiesinger (1955)

Kurt Wiesinger (* 10. August 1879 in Stettin; † 5. März 1965 in Sorengo; ab 1932 heimatberechtigt in Zürich) war ein deutsch-schweizerischer Maschinenbauingenieur und Hochschullehrer.

## Leben
Kurt Wiesinger war Sohn des Oberstadtsekretärs Karl und der Louise, geborene Olbeter. Er absolvierte ein Maschinenbaustudium an der Stettiner Maschinenbauanstalt und der Technischen Hochschule Hannover. Darauf betätigte er sich abwechselnd in der Privatwirtschaft und im Staatsdienst; im Rahmen des letzteren arbeitete er sowohl am Berliner Verkehrsministerium als auch am Hamburger Maschinenamt. Von 1914 bis 1916 nahm er am Ersten Weltkrieg teil. Wiesinger war in erster Ehe mit Erna Böhme und in zweiter Ehe mit Ilse Lembke verheiratet. 1932 erlangte er das Schweizer Bürgerrecht.

## Schaffen
Wiesinger war von 1912 bis 1949 Professor für Maschinenbau und Maschinenkonstruktion an der ETH Zürich. Er erfand ein Luftschiff und konstruierte eine Hochleistungslokomotive. Weiterhin übertrug er Eigenschaften des Flugzeugs auf Schienenfahrzeuge im Leichtbau mit strenger Stromlinienform (Propellerhängebahn und Propellerstandbahn). Wiesinger schlug zudem ein europäisches Schnellbahnnetz vor.